# Broye (Saône-et-Loire)
Pour les articles homonymes, voir Broye.
Broye est une commune française située dans le département de Saône-et-Loire en région Bourgogne-Franche-Comté.

## Géographie
Sur le territoire de la commune est partiellement implantée une forêt domaniale : la forêt de Planoise (contenance totale : 2 519,17 ha), qui mêle conifères et feuillus.

### Voes de communication et transports
- Gare de Broye sur la ligne de Nevers à Chagny.

### Climat
Pour des articles plus généraux, voir Climat de la Bourgogne-Franche-Comté et Climat de Saône-et-Loire.
En 2010, le climat de la commune est de type climat océanique dégradé des plaines du Centre et du Nord, selon une étude du Centre national de la recherche scientifique s'appuyant sur une série de données couvrant la période 1971-2000. En 2020, Météo-France publie une typologie des climats de la France métropolitaine dans laquelle la commune est exposée à un climat océanique altéré et est dans la région climatique Lorraine, plateau de Langres, Morvan, caractérisée par un hiver rude (1,5 °C), des vents modérés et des brouillards fréquents en automne et hiver.
Pour la période 1971-2000, la température annuelle moyenne est de 10,6 °C, avec une amplitude thermique annuelle de 16,4 °C. Le cumul annuel moyen de précipitations est de 926 mm, avec 12,6 jours de précipitations en janvier et 7,5 jours en juillet. Pour la période 1991-2020, la température moyenne annuelle observée sur la station météorologique de Météo-France la plus proche, « Saint-Symphorien de Marmagne », sur la commune de Saint-Symphorien-de-Marmagne à 5 km à vol d'oiseau, est de 11,1 °C et le cumul annuel moyen de précipitations est de 974,4 mm. 
La température maximale relevée sur cette station est de 42 °C, atteinte le 18 juillet 1964 ; la température minimale est de −22 °C, atteinte le 16 janvier 1985,,.
Les paramètres climatiques de la commune ont été estimés pour le milieu du siècle (2041-2070) selon différents scénarios d'émission de gaz à effet de serre à partir des nouvelles projections climatiques de référence DRIAS-2020. Ils sont consultables sur un site dédié publié par Météo-France en novembre 2022.

## Urbanisme

### Typologie
Au 1er janvier 2024, Broye est catégorisée commune rurale à habitat dispersé, selon la nouvelle grille communale de densité à sept niveaux définie par l'Insee en 2022.
Elle est située hors unité urbaine. Par ailleurs la commune fait partie de l'aire d'attraction du Creusot, dont elle est une commune de la couronne,. Cette aire, qui regroupe 22 communes, est catégorisée dans les aires de moins de 50 000 habitants,.

### Occupation des sols
L'occupation des sols de la commune, telle qu'elle ressort de la base de données européenne d’occupation biophysique des sols Corine Land Cover (CLC), est marquée par l'importance des forêts et milieux semi-naturels (63,4 % en 2018), en diminution par rapport à 1990 (64,8 %). La répartition détaillée en 2018 est la suivante : 
forêts (62,6 %), prairies (29 %), zones agricoles hétérogènes (4,4 %), zones urbanisées (3,1 %), milieux à végétation arbustive et/ou herbacée (0,9 %), eaux continentales (0,1 %). L'évolution de l’occupation des sols de la commune et de ses infrastructures peut être observée sur les différentes représentations cartographiques du territoire : la carte de Cassini (XVIIIe siècle), la carte d'état-major (1820-1866) et les cartes ou photos aériennes de l'IGN pour la période actuelle (1950 à aujourd'hui).

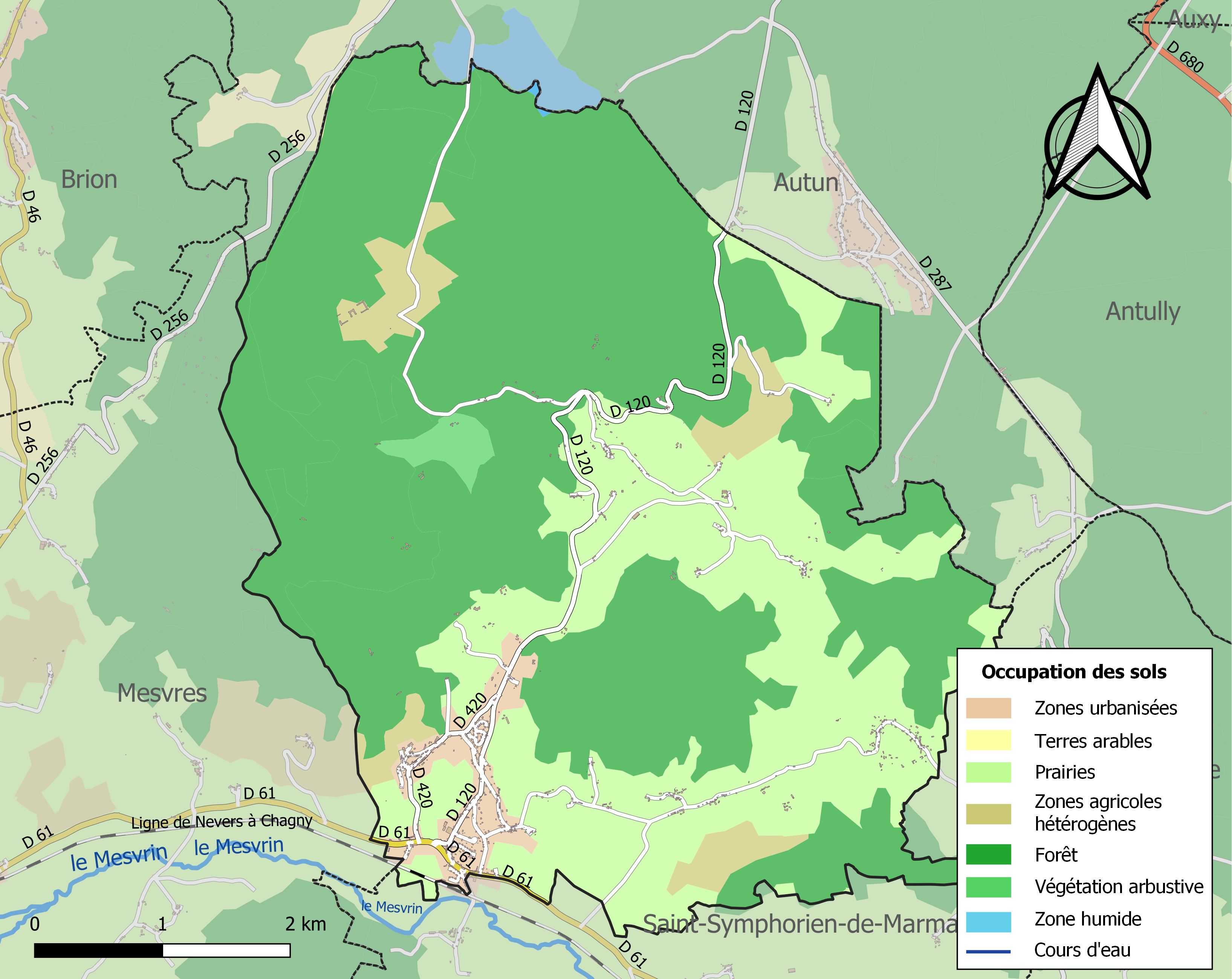
Carte des infrastructures et de l'occupation des sols de la commune en 2018 (CLC).

## Politique et administration
| Période                                  | Période   | Identité            | Étiquette | Qualité                                                         |
| ---------------------------------------- | --------- | ------------------- | --------- | --------------------------------------------------------------- |
| juin 1995                                | mars 2008 | Christian Gillot    | PS        | Agriculteur Conseiller général du Canton de Mesvres (1979-2015) |
| mars 2008                                | en cours  | Jean-François Aluze |           |                                                                 |
| Les données manquantes sont à compléter. |           |                     |           |                                                                 |

## Démographie
L'évolution du nombre d'habitants est connue à travers les recensements de la population effectués dans la commune depuis 1793. Pour les communes de moins de 10 000 habitants, une enquête de recensement portant sur toute la population est réalisée tous les cinq ans, les populations de référence des années intermédiaires étant quant à elles estimées par interpolation ou extrapolation. Pour la commune, le premier recensement exhaustif entrant dans le cadre du nouveau dispositif a été réalisé en 2007.

En 2022, la commune comptait 754 habitants, en évolution de −0,53 % par rapport à 2016 (Saône-et-Loire : −1,06 %, France hors Mayotte : +2,11 %).
| 1793 | 1800 | 1806  | 1821  | 1831  | 1836  | 1841  | 1846  | 1851  |
| ---- | ---- | ----- | ----- | ----- | ----- | ----- | ----- | ----- |
| 857  | 950  | 1 065 | 1 286 | 1 371 | 1 153 | 1 153 | 1 136 | 1 157 |

| 1856  | 1861  | 1866  | 1872  | 1876  | 1881  | 1886  | 1891  | 1896  |
| ----- | ----- | ----- | ----- | ----- | ----- | ----- | ----- | ----- |
| 1 034 | 1 070 | 1 059 | 1 105 | 1 098 | 1 146 | 1 143 | 1 212 | 1 306 |

| 1901  | 1906  | 1911  | 1921  | 1926  | 1931 | 1936 | 1946  | 1954  |
| ----- | ----- | ----- | ----- | ----- | ---- | ---- | ----- | ----- |
| 1 265 | 1 259 | 1 264 | 1 191 | 1 086 | 990  | 985  | 1 079 | 1 053 |

| 1962 | 1968 | 1975 | 1982 | 1990 | 1999 | 2006 | 2007 | 2012 |
| ---- | ---- | ---- | ---- | ---- | ---- | ---- | ---- | ---- |
| 819  | 798  | 740  | 715  | 718  | 689  | 812  | 829  | 747  |

| 2017 | 2022 | - | - | - | - | - | - | - |
| ---- | ---- | - | - | - | - | - | - | - |
| 762  | 754  | - | - | - | - | - | - | - |

## Culte
Broye fait partie de la nouvelle paroisse Saint-François d’Assise, formée des anciennes paroisses de l’Épiphanie et de Saint-Joseph Ouvrier, qui compte quinze clochers au Creusot et aux alentours.

## Culture locale et patrimoine

### Lieux et monuments
Sont notamment à voir sur le territoire de la commune de Broye :
- le château de Montjeu construit  à partir de 1606 par Pierre Jeanin, président du parlement de Bourgogne, avec jardins à la française, dans un parc de 704 hectares (entouré d'un mur de presque 11 km) ;
- l’église, sous le vocable de saint Laurent, qui a été construite en 1887 dans un style néo-gothique en remplacement d’une église du XIe siècle devenue vétuste (dans le fond du croisillon de gauche est d'ailleurs apposée une plaque de marbre gravée de l’inscription : « À Madame Alfred Deseilligny qui lui a bâti cette église, à Madame la comtesse de Talleyrand qui en a donné l’emplacement, la population de Broye à jamais reconnaissante, 29 septembre 1887. »)[20] ;
- le menhir de Charmeau, menhir mesurant 4,65 m de hauteur et dont le poids est estimé à 14 tonnes (classé MH en 1914) ;
- les Pierres aux Saints, ensemble de quatre stèles funéraires monolithes (inscrit MH en 1953).

### Personnalités liées à la commune
- Emilio Armillès, artiste du spectacle, auteur compositeur et interprète. Édité au Québec (Éditions Musinfo).